# بوفالو (کارولینای جنوبی)
بوفالو(به انگلیسی: Buffalo) شهری در ایالت کارولینای جنوبی کشور ایالات متحده آمریکا است که جمعیت آن در سرشماری سال ۲۰۱۰ میلادی، ۱٬۲۶۶ نفر بوده‌است.